# Hyphessobrycon bentosi
Hyphessobrycon bentosi (Durbin, 1908) è una specie di pesce caraciforme diffuso negli affluenti del bacino amazzonico in Brasile e Perù. Di tanto in tanto è presente nei negozi di acquariofilia. Spesso è confuso con Hyphessobrycon rosaceus.
È chiamato così in memoria del colonnello Bentos, che fu volontario nella spedizione Thayer in Brasile (1865-1866), durante la quale fu raccolto l'esemplare tipo.

## Descrizione
H. bentosi può crescere fino a 4 centimetri. È di colore rosa argenteo, è leggermente trasparente e presenta una macchia scura attorno alle branchie, che lo distingue da Hyphessobrycon rosaceus. Ha un pinna caudale rossa e la sua pinna dorsale ha la punta bianca. I maschi hanno pinne dorsali e anali più lunghe e sembrano leggermente più grandi delle femmine.

## Distribuzione e habitat
Vive negli affluenti del Rio delle Amazzoni e nei laghi alluvionali associati. È un pesce bentopelagico e si trova spesso nei torrenti e attorno alla vegetazione sommersa.

## Dieta
È un pesce onnivoro che si nutre di piccoli animali invertebrati.

## Acquariofilia
H. bentosi è spesso presente negli acquari domestici. La maggior parte degli esemplari vengono allevati e non raccolti in natura.